# 13 juni
13 juni is de 164ste dag van het jaar (165ste dag in een schrikkeljaar) in de gregoriaanse kalender. Hierna volgen nog 201 dagen tot het einde van het jaar.

## Gebeurtenissen
- Algemeen
  - 1463 - In 's-Hertogenbosch woedt een grote stadsbrand.
  - 1927 - Op Fifth Avenue wordt een ticker-tape parade gehouden ter ere van Charles Lindbergh die enkele weken eerder de eerste non-stop solovlucht over de Atlantische Oceaan had uitgevoerd.
  - 2014 - In een Zuid-Afrikaanse mijn is een zeldzaam grote diamant van meer dan 122,52 karaat opgegraven, aldus Petra Diamonds, dat de Cullinanmijn sinds 2008 exploiteert.

- Economie
  - 2023 - Een Amerikaanse rechter oordeelt op verzoek van de Federal Trade Commission (FTC) dat de voorgenomen overname van computerspelontwikkelaar Activision Blizzard door Microsoft voorlopig tegengehouden wordt. Volgens de FTC beperkt de overname de concurrentie in de computerspellenindustrie ernstig. De technologiebedrijven moeten nu juridische argumenten indienen om zich te verzetten tegen het voorlopig bevel waarop de FTC dan weer kan reageren.[1][2]

- Media
  - 1956 - In het Duitse weekblad Der Spiegel verschijnt het artikel Zwischen Königin und Rasputin waarin wordt gemeld dat koningin Juliana onder invloed van een zekere Greet Hofmans zou staan.
  - 1995 - De in NRC Handelsblad verschenen artikelenreeks over de beursintroductie van KPN wordt bekroond met de Financiële Persprijs 1994.
  - 2005 - Popster Michael Jackson wordt door de jury vrijgesproken van beschuldiging tot kindermisbruik. De jury acht alle 10 aanklachten ongegrond en Jackson onschuldig.
- Muziek
  - 1995 - Alanis Morissette brengt haar derde album Jagged Little Pill uit. Het zou met een verkoop van meer dan 33 miljoen exemplaren een van de succesvolste album van de jaren 90 zijn. Morissette won er vijf Grammy's mee.

- Oorlog
  - 1941 - De Vichy-regering gebiedt alle (niet-Franse) Joodse burgers in het niet-bezette deel van Frankrijk te interneren. De anti-Joodse maatregel zou een eigen initiatief zijn van de Vichy-regering.
  - 2025 - Het Israëlische leger voert 's nachts een reeks luchtaanvallen uit op Iran, met als voornaamste doelwitten de kerninstallaties en de Iraanse legertop. Onder meer Hossein Salami, de leider van de Iraanse Revolutionaire Garde, komt om het leven. Iran reageert in eerste instantie met een tegenaanval op Israël met 100 drones.[3]

- Politiek
  - 1777 - Huwelijk van prins Frans van Saksen-Coburg-Saalfeld en gravin Augusta van Reuss-Ebersdorf en Lobenstein te Ebersdorf.
  - 1877 - Lodewijk IV van Hessen-Darmstadt volgt zijn overleden oom Lodewijk III van Hessen-Darmstadt op als groothertog van Hessen.
  - 1996 - België schaft als laatste land in continentaal West-Europa de doodstraf officieel af.
  - 2004 - Bij de verkiezingen voor het Vlaamse parlement wordt de voor racisme veroordeelde extreemrechtse partij Vlaams Blok de tweede grootste partij in Vlaanderen met een kwart van de stemmen.
  - 2010 - De N-VA aan Vlaamse kant en PS aan Waalse kant, zijn de winnaars van de Belgische federale verkiezingen 2010, die noodzakelijk waren nadat de regering ten val kwam.

- Religie
  - 1525 - Huwelijk van Maarten Luther en de voormalige non Katharina von Bora in Wittenberg.
  - 1921 - Paus Benedictus XV creëert drie nieuwe kardinalen, onder wie de Italiaanse nuntius in Polen Achille Ratti.
  - 1939 - Verheffing van de apostolische prefectuur Benkoelen in Nederlands-Indië tot apostolisch vicariaat Palembang.
  - 1967 - Benoeming van Jozef-Maria Heuschen tot eerste bisschop van Hasselt in België.
  - 1998 - Emeritaat van Johannes ter Schure als bisschop van Bisdom 's-Hertogenbosch en benoeming van Antoon Hurkmans tot zijn opvolger.

- Sport
  - 1906 - Oprichting van de Poolse voetbalclub Cracovia Kraków.
  - 1926 - In de Estische hoofdstad Tallinn wordt het Kadrioru Stadion geopend.
  - 1981 - Jon Anderson wint de tweede editie van de marathon van Antwerpen in een tijd van 2:17.32.
  - 1982 - In het Wagener-stadion in Amstelveen wint de Nederlandse hockeyploeg voor de tweede keer de Champions Trophy.
  - 1982 - In de openingswedstrijd van het WK voetbal verliest titelverdediger Argentinië in Barcelona met 1-0 van België door een treffer van Erwin Vandenbergh.
  - 1982 - Allereerste officiële interland van de Nederlandse vrouwenrugbyploeg. Tegenstander is Frankrijk, dat met 4-0 wint.
  - 1995 - Sprinter Linford Christie, de wereld- en olympisch kampioen op de 100 meter, beëindigt zijn atletiekcarrière aan het eind van het seizoen, zo kondigt hij aan op de Engelse televisie.
  - 2014 - Nederland verslaat Spanje met 1-5 in de groepsfase op het WK voetbal.

- Wetenschap en technologie
  - 1844 - Linus Yale verkrijgt octrooi op het deurslot.
  - 1983 - De Pioneer 10 is het eerste ruimtevaartuig dat het zonnestelsel verlaat.[4]
  - 2006 - Onderweg naar de planeet Pluto passeert ruimtesonde New Horizons van NASA de planetoïde (132524) 2002 JF56 op een afstand van zo'n 102.000 km.[5]
  - 2013 - Het Shenzhou 10 ruimtevaartuig met bemanning Nie Haisheng, Zhang Xiaoguang and Wang Yaping meert succesvol aan bij het Chinese ruimtestation Tiangong 1.[6]

## Geboren

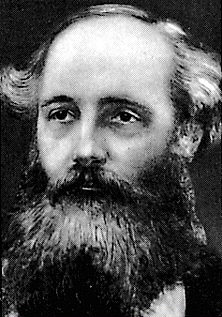
James Clerk Maxwell
geboren in 1831

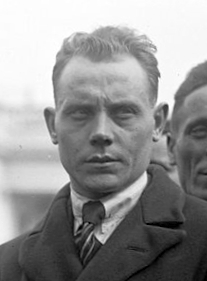
Paavo Nurmi
geboren in 1897

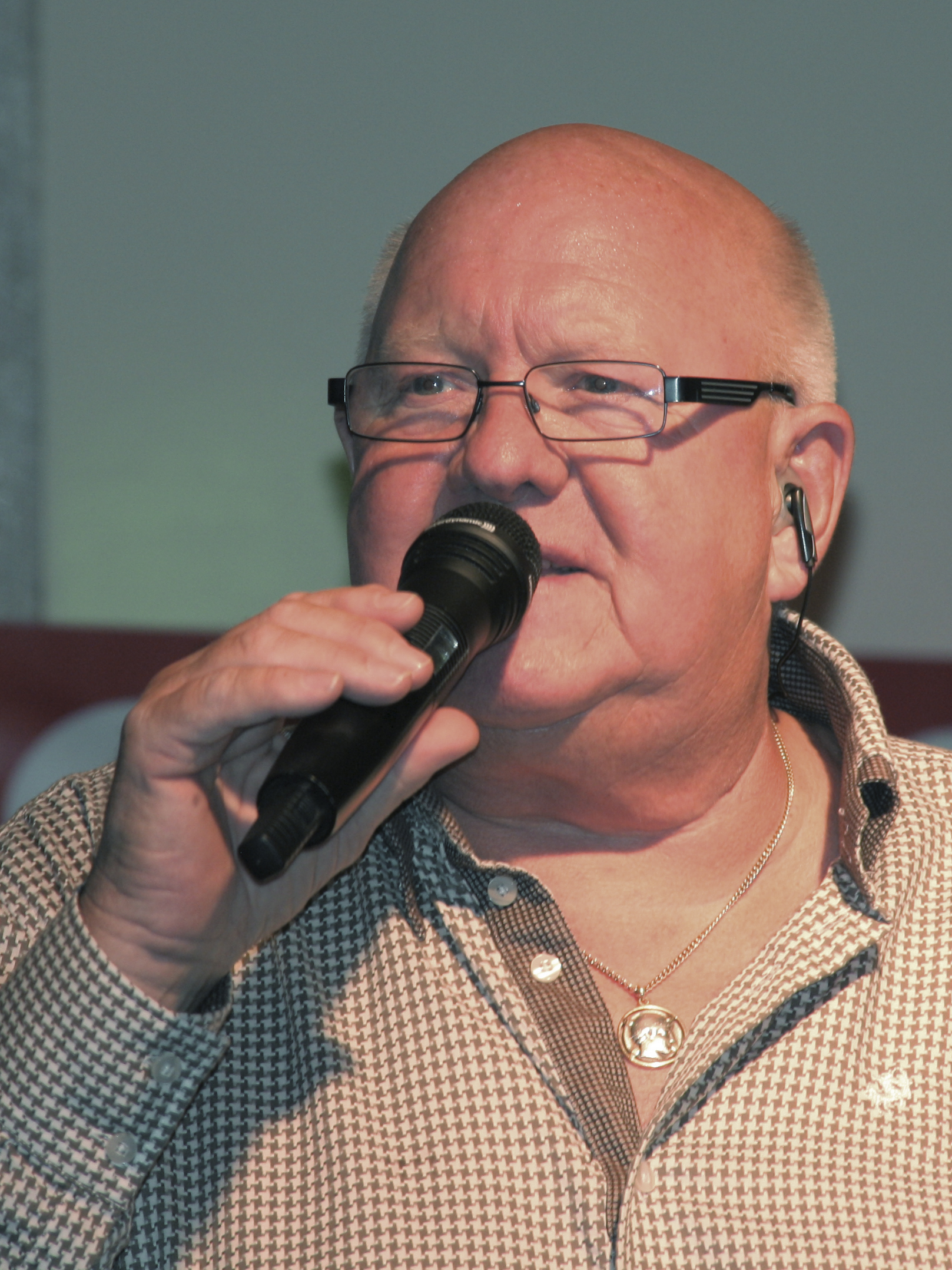
Henk Wijngaard
geboren in 1946

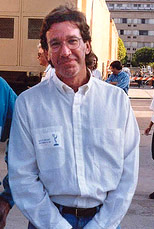
Tim Allen
geboren in 1953

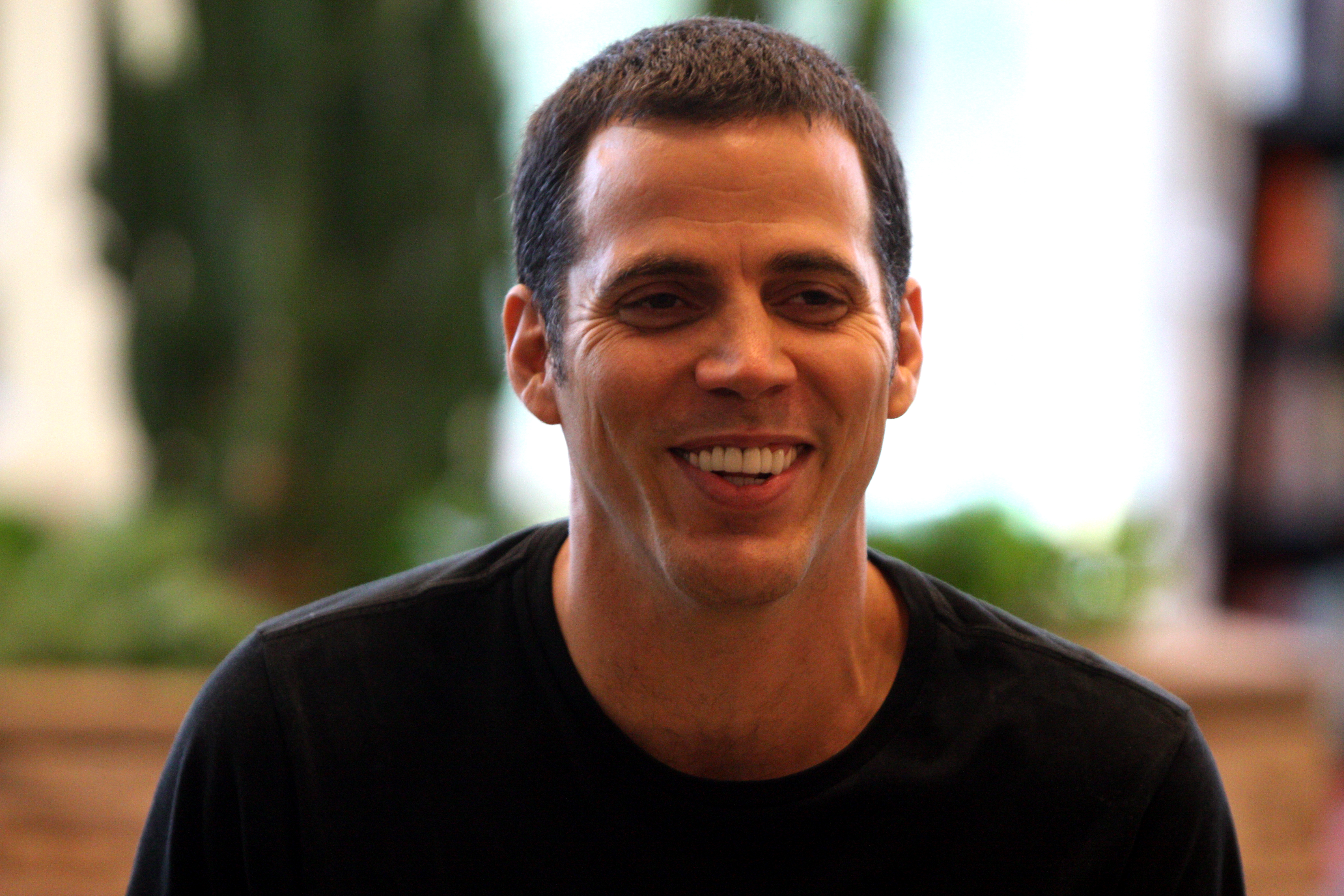
Steve-O
geboren in 1974

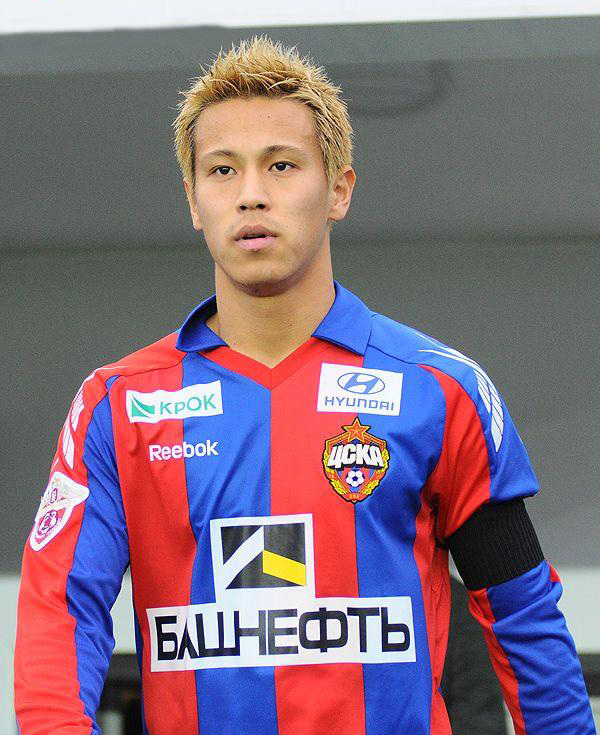
Keisuke Honda
geboren in 1986

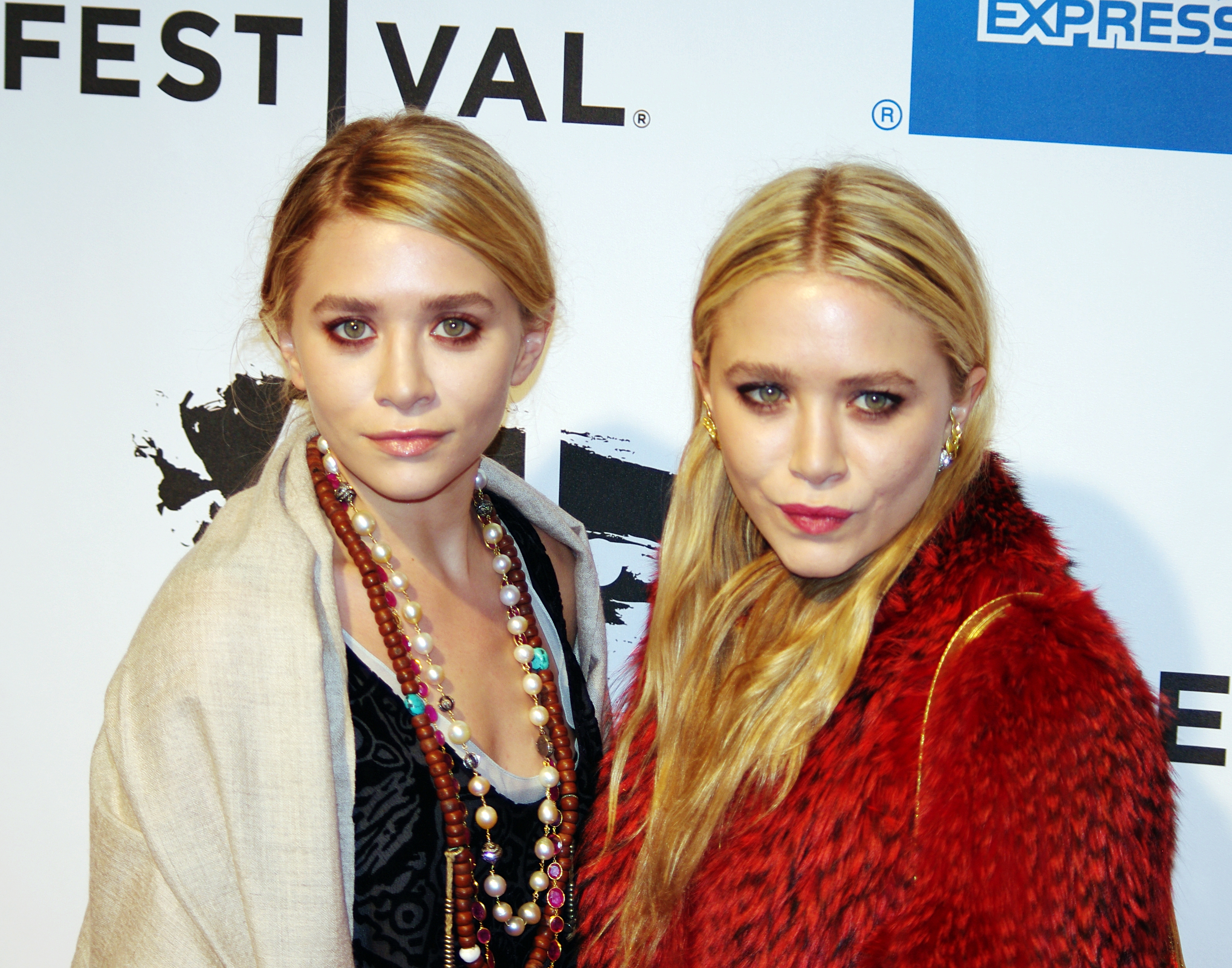
Mary-Kate en Ashley Olsen
geboren in 1986

- 823 - Karel de Kale, Romeins keizer en koning van de West-Franken (overleden 877)
- 1649 - Ludolph Smids, Nederlands arts, oudheidkundige en dichter (overleden 1720)
- 1692 - Joseph Highmore, Engels kunstschilder (overleden 1780)
- 1753 - Johan Afzelius, Zweeds scheikundige (overleden 1837)
- 1773 - Thomas Young, Engels natuurkundige, egyptoloog en arts (overleden 1829)
- 1820 - Prins Hendrik van Oranje-Nassau, zoon van koning Willem II (overleden 1879)
- 1831 - James Clerk Maxwell, Schots wis- en natuurkundige (overleden 1879)
- 1848 - Cornélie Huygens, Nederlandse schrijver en feministe (overleden 1902)
- 1851 - Domenico Svampa, Italiaans kardinaal-aartsbisschop van Bologna (overleden 1907)
- 1865 - William Butler Yeats, Iers schrijver, dichter en Nobelprijswinnaar (overleden 1939)
- 1866 - Lambertus Zijl, Nederlands beeldhouwer en medailleur (overleden 1947)
- 1870 - Jules Bordet, Belgisch immunoloog en microbioloog en Nobelprijswinnaar (overleden 1961)
- 1879 - Johannes Geelkerken, Nederlands predikant en theoloog (overleden 1960)
- 1884 - Burrill Crohn, Amerikaans gastro-enteroloog (overleden 1983)
- 1885 - Robert Cudmore, Australisch roeier en politicus (overleden 1971)
- 1887 - Bruno Frank, Duits schrijver (overleden 1945)
- 1888 - Fernando Pessoa, Portugees dichter (overleden 1935)
- 1892 - Basil Rathbone, Zuid-Afrikaans-Brits acteur (overleden 1967)
- 1894 - Conno Mees, Nederlands uitgever (overleden 1978)
- 1894 - Karl Schöchlin, Zwitsers roeier (overleden 1974)
- 1897 - Paavo Nurmi, Fins atleet en olympisch kampioen (overleden 1973)
- 1901 - Paul Fässler, Zwitsers voetballer (overleden 1983)
- 1901 - Gerard Steurs, Belgisch atleet (overleden 1961)
- 1901 - Lode Zielens, Belgisch schrijver (overleden 1944)
- 1905 - Antônia da Santa Cruz, Braziliaans supereeuwelinge (overleden 2022)
- 1910 - Mary Wickes, Amerikaans actrice (overleden 1995)
- 1911 - Luis Alvarez, Amerikaans natuurkundige en Nobelprijswinnaar (overleden 1988)
- 1914 - Aschwin zur Lippe-Biesterfeld, broer van Prins Bernhard (overleden 1988)
- 1914 - Jan Roëde, Nederlands kunstschilder, kunstenaar, illustrator, tekenaar, modeontwerper, dichter en schrijver (overleden 2007)
- 1914 - Constant Vanden Stock, Belgisch erevoorzitter van RSC Anderlecht (overleden 2008)
- 1920 - Rolf Huisgen, Duits scheikundige (overleden 2020)
- 1920 - Désiré Keteleer, Belgisch wielrenner (overleden 1970)
- 1920 - Jos Lerinckx, Belgisch componist (overleden 2000)
- 1922 - Willem Brakman, Nederlands schrijver (overleden 2008)
- 1922 - Vittorio Marzotto, Italiaans autocoureur (overleden 1999)
- 1922 - Arsène Vaillant, Waals voetballer en sportjournalist (overleden 2007)
- 1923 - Lucien Claes, Belgisch worstelaar (overleden 1994)
- 1925 - Wil Albeda, Nederlands politicus (overleden 2014)
- 1928 - Giacomo Biffi, Italiaans kardinaal-aartsbisschop van Bologna (overleden 2015)
- 1928 - Li Ka-shing, Hongkongs zakenman en miljardair
- 1928 - John Forbes Nash jr., Amerikaans wiskundige en econoom (overleden 2015)
- 1928 - Gerrit van der Valk, Nederlands ondernemer (overleden 2009)
- 1929 - Harry Blanchard, Amerikaans autocoureur (overleden 1960)
- 1929 - Roman Kintanar, Filipijns meteoroloog (overleden 2007)
- 1930 - Paul Veyne, Frans historicus (overleden 2022)
- 1931 - Irvin D. Yalom, Amerikaans psychiater/auteur
- 1933 - Sven-Olov Sjödelius, Zweeds kanovaarder (overleden 2018)
- 1934 - Manuel Clouthier, Mexicaans politicus en zakenman (overleden 1989)
- 1935 - Christo, Bulgaars grafisch kunstenaar (overleden 2020)
- 1936 - Michel Jazy, Frans atleet (overleden 2024)
- 1936 - Joris Vanhaelewyn, Belgisch pedagoog en dichter en ontwikkelingssamenwerker (overleden 2022)
- 1937 - Raymundo Punongbayan Filipijns geoloog en vulkanoloog (overleden 2005)
- 1937 - Erich Ribbeck, Duits voetballer en voetbalcoach
- 1939 - Siegfried Fischbacher, Duits-Amerikaans illusionist (overleden 2021)
- 1940 - Dallas Long, Amerikaans atleet (overleden 2024)
- 1941 - Esther Ofarim, Israëlisch zangeres
- 1941 - Frans Verbeeck, Belgisch wielrenner
- 1942 - Rita Beyens, Belgisch atlete
- 1942 - James Carr, Amerikaans zanger (overleden 2001)
- 1944 - Ban Ki-moon, Zuid-Koreaans diplomaat en politicus
- 1944 - Wil Willems, Nederlands atleet (overleden 2011)
- 1945 - Ruud van Middelkoop, Nederlands politicus
- 1946 - Johnny White, Vlaams zanger (overleden 2014)
- 1946 - Henk Wijngaard, Nederlands zanger
- 1947 - Arno Arts, Nederlands kunstenaar (overleden 2018)
- 1950 - Gloria Wekker, Surinaams-Nederlands antropologe
- 1951 - Hannie Rouweler, Nederlands dichteres
- 1951 - Jorge Santana, Mexicaans gitarist (overleden 2020)
- 1952 - Jean-Marie Dedecker, Vlaams-Belgisch politicus en judocoach
- 1953 - Tim Allen, Amerikaans komiek en acteur
- 1954 - Manuel Rojas, Chileens voetballer en voetbalcoach
- 1955 - Ewine van Dishoeck, Nederlands astronome
- 1955 - Gerard de Korte, Nederlands bisschop van Groningen-Leeuwarden en later van Den Bosch
- 1955 - Henk Numan, Nederlands judoka (overleden 2018)
- 1957 - Rinat Dasajev, Russisch voetbaldoelman
- 1959 - Bojko Borisov, Bulgaars politicus
- 1959 - Tadeusz Krawczyk, Pools wielrenner
- 1960 - Ezio Gianola, Italiaans motorcoureur
- 1960 - Debbie Korper, Nederlands actrice
- 1961 - Willie DeWit, Canadees bokser
- 1962 - David Mitchell, Australisch voetballer
- 1962 - Glenn Michibata, Canadees tennisser
- 1962 - Paul Motwani, Brits schaker
- 1962 - Ally Sheedy, Amerikaans actrice
- 1963 - Bettina Bunge, Duits tennisster
- 1963 - Jos Luhukay, Nederlands voetballer en voetbalcoach
- 1963 - Edward Sturing, Nederlands voetballer en voetbalcoach
- 1964 - Jeroen Vanheste, Nederlands schaker
- 1965 - Boiadeiro, Braziliaans voetballer en coach
- 1965 - Prinses Cristina van Spanje, dochter van koning Juan Carlos I van Spanje
- 1965 - Wilma van Onna, Nederlands atlete
- 1965 - Lisa Vidal, Amerikaans actrice
- 1966 - Paul Cordy, Belgisch politicus
- 1966 - Isabelle Meerhaeghe, Belgisch politica
- 1966 - Tibor Navracsics, Hongaars politicus
- 1967 - Darren Baker, Amerikaans wielrenner
- 1967 - Isa Hoes, Nederlands actrice
- 1968 - David Gray, Engels popartiest
- 1969 - Svetlana Kriveljova, Russisch atlete
- 1969 - Neal Marshall, Canadees schaatser
- 1969 - Ivan Sokolov, Nederlands schaker
- 1973 - Alejandra García, Argentijns atlete
- 1973 - Thierry Marichal, Belgisch wielrenner
- 1974 - Harvey Esajas, Nederlands voetballer
- 1974 - Steve-O, Amerikaans acteur
- 1974 - Venelina Veneva, Bulgaars atlete
- 1975 - Barbara Pompili, Frans politica
- 1975 - Goedele Wachters, Belgisch nieuwslezeres
- 1980 - Sarah Connor, Duits zangeres
- 1980 - Alistair Cragg, Zuid-Afrikaans-Iers atleet
- 1980 - Christopher Kas, Duits tennisser
- 1980 - Florent Malouda, Frans voetballer
- 1980 - Morten Moldskred, Noors voetballer
- 1980 - Darius Vassell, Engels voetballer
- 1981 - Wieteke Cramer, Nederlands schaatsster
- 1981 - Chris Evans, Amerikaans acteur
- 1982 - Kenenisa Bekele, Ethiopisch atleet
- 1982 - Pieter Ghyllebert, Belgisch wielrenner
- 1983 - Gérson Magrão, Braziliaans voetballer
- 1984 - Kaori Icho, Japans worstelaar
- 1985 - Filipe Albuquerque, Portugees autocoureur
- 1985 - Ida Alstad, Noors handbalster
- 1985 - Albert Timmer, Nederlands wielrenner
- 1986 - Eros Capecchi, Italiaans wielrenner
- 1986 - Mary-Kate en Ashley Olsen, Amerikaans actrices (tweeling)
- 1986 - Kat Dennings, Amerikaans actrice
- 1986 - Keisuke Honda, Japans voetballer
- 1986 - Måns Zelmerlöw, Zweeds zanger
- 1987 - Marcin Lewandowski, Pools atleet
- 1989 - James Calado, Brits autocoureur
- 1989 - Diana Hacıyeva, Azerbeidzjaans zangeres
- 1989 - Marielle Jaffe, Amerikaans actrice en model
- 1989 - Andreas Sander, Duits alpineskiër
- 1990 - Mateusz Klich, Pools voetballer
- 1990 - Aaron Taylor-Johnson, Brits acteur
- 1991 - Agnese Bonfantini, Italiaans voetbalster
- 1991 - Barbara Bonansea, Italiaans voetbalster
- 1991 - Will Claye, Amerikaans atleet
- 1991 - Katie Nageotte, Amerikaans atlete
- 1991 - Ricardo van Rhijn, Nederlands voetballer
- 1991 - Eduardo Sepúlveda, Argentijns wielrenner
- 1993 - Denis Ten, Kazachs kunstschaatser (overleden 2018)
- 1994 - Itzhak de Laat, Nederlands shorttracker
- 1995 - Petra Vlhová, Slowaaks alpineskiester
- 1995 - Jordi Warners, Nederlands radio-dj
- 1996 - Deborah Chiesa, Italiaans tennisspeelster
- 1996 - Orhan Džepar, Nederlands voetballer
- 1996 - Kingsley Coman, Frans voetballer
- 1997 - Dirk Abels, Nederlands voetballer
- 1997 - Maaria Roth, Fins voetbalster
- 1998 - Adam Norrodin, Maleisisch motorcoureur
- 1999 - Fabio Scherer, Zwitsers autocoureur
- 2000 - Penelope Oleksiak, Canadees zwemster
- 2000 - Hunter Tyson, Amerikaans basketballer
- 2001 - Anna Knol, Nederlands voetbalster
- 2001 - Maria Luisa Grohs, Duits voetbalster
- 2003 - Naci Ünüvar, Turks-Nederlands voetballer
- 2005 - Josep María Martí, Spaans autocoureur
- 2006 - Yassir Salah Rahmouni, Nederlands-Marokkaans voetballer

## Overleden

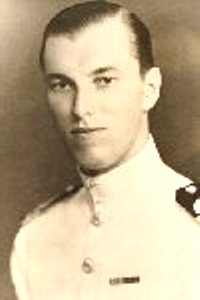
Lodewijk van Hamel
gefusilleerd in 1941

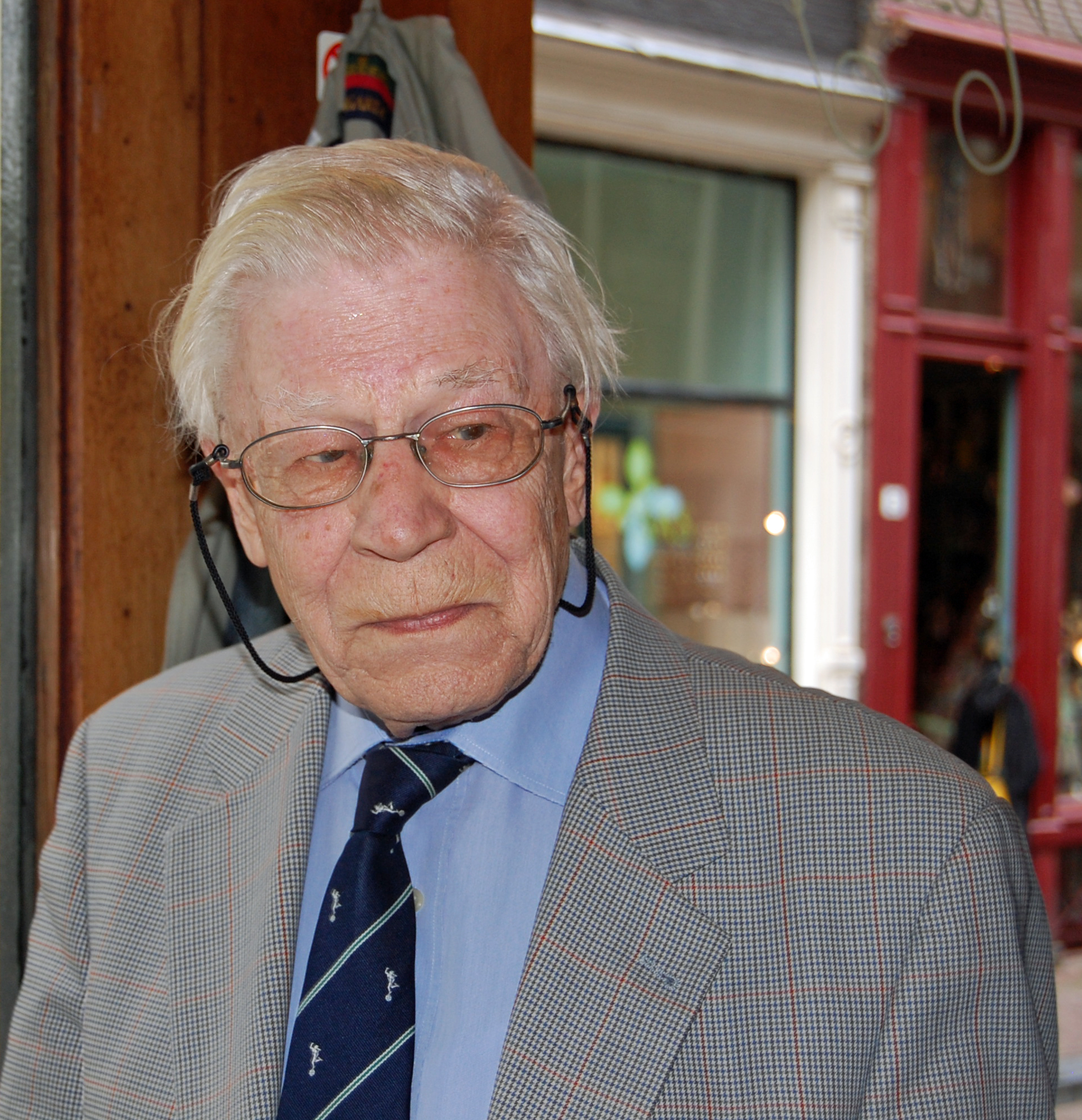
Drs. P
overleden in 2015

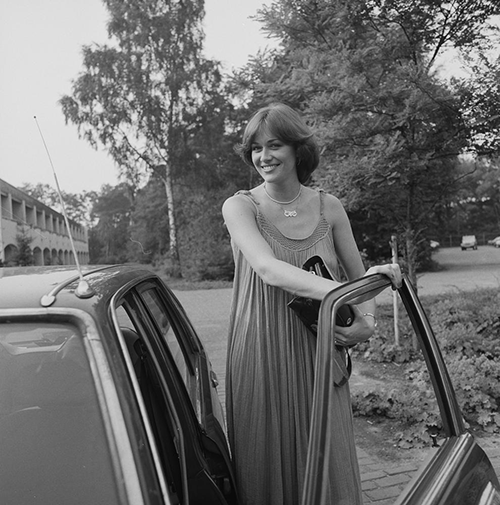
Tineke Verburg
overleden in 2020

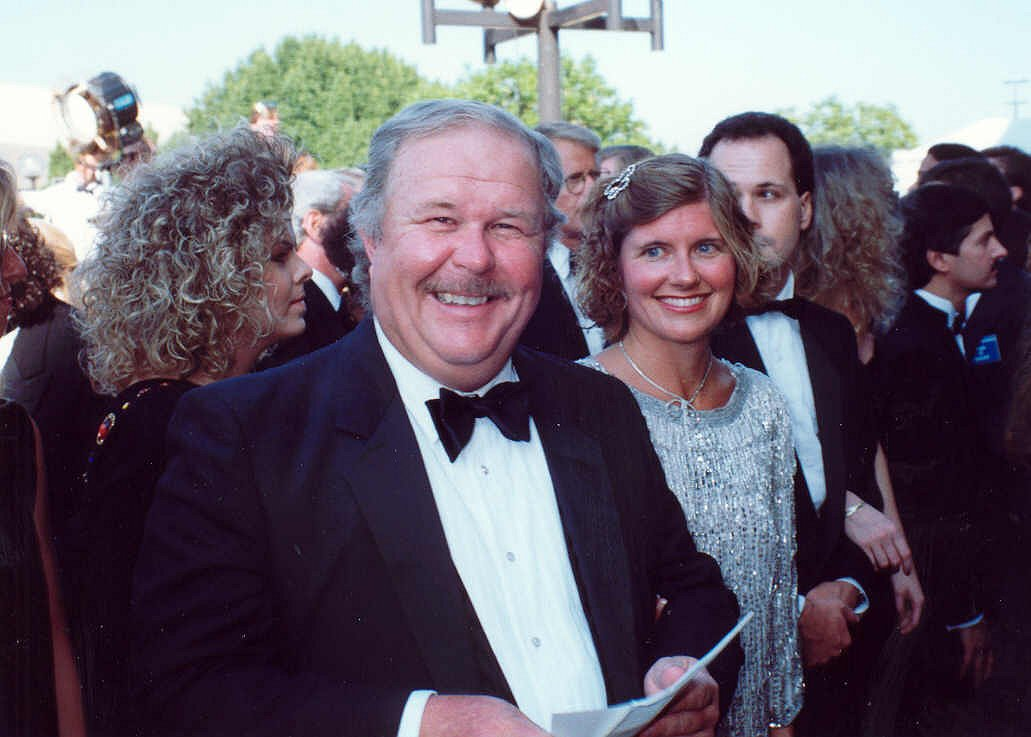
Ned Beatty
overleden in 2021

- 1231 - Antonius van Padua (35), Portugees heilige en kerkleraar, minderbroeder
- 1588 - Anna van Nassau (24), dochter van Willem van Oranje
- 1665 - Jacob van Wassenaer Obdam (55), Nederlands admiraal uit de zeventiende eeuw. De Engelsen kennen hem als Admiral Opdam.
- 1782 - Anna Göldi (47), laatste persoon in Europa die wegens hekserij ter dood werd gebracht
- 1877 - Lodewijk III van Hessen-Darmstadt (71), groothertog van Hessen
- 1886 - Lodewijk II (40), koning van Beieren
- 1918 - Michaël Aleksandrovitsj van Rusland (39), Russisch vorst
- 1927 - Melati van Java (74), Nederlands-Indisch schrijfster
- 1929 - Margaret Forrest (84), botanisch verzamelaarster en illustratrice
- 1930 - Henry Segrave (33), Brits autocoureur
- 1941 - Lodewijk van Hamel (30), Nederlands militair en verzetsstrijder
- 1948 - Osamu Dazai (38), Japans schrijver
- 1951 - Ben Chifley (65), Australisch politicus
- 1957 - Irving Baxter (81), Amerikaans atleet
- 1957 - Carl Bonde (85), Zweeds ruiter
- 1958 - Johan Bierens de Haan (75), Nederlands bioloog
- 1960 - Kenneth McArthur (79), Zuid-Afrikaans atleet
- 1963 - Zoilo Hilario (70), Filipijns schrijver, politicus en jurist
- 1965 - Martin Buber (87), Joods godsdienstfilosoof
- 1968 - Emily Siedeberg (95), Nieuw-Zeelands arts
- 1969 - Mesulame Rakuro (37), Fijisch atleet
- 1971 - Fré Dommisse (71), Nederlands schrijfster
- 1971 - Richmond Landon (72), Amerikaans atleet
- 1977 - Matthew Garber (21), Brits acteur
- 1978 - Irene Peacock (85), Zuid-Afrikaans tennisspeelster
- 1981 - Jean-Louis Lafosse (40), Frans autocoureur
- 1982 - Khalid (70), Saoedisch koning
- 1985 - Siebe van der Zee (65), Nederlands verslaggever, presentator en omroepdirecteur
- 1986 - Benny Goodman (77), Amerikaans muzikant
- 1990 - Begum Ra'ana Liaquat Ali Khan (85), Pakistaanse diplomate
- 1993 - Gérard Côté (79), Canadees atleet
- 1994 - Willy Lustenhouwer (73), Vlaams zanger
- 2001 - Luise Krüger (86), Duits atlete
- 2004 - Huub Lauwers (88), Nederlands geheim agent
- 2004 - Huib Noorlander (76), Nederlands beeldhouwer
- 2006 - Freddie Gorman (67), Amerikaanse songwriter, producer en zanger
- 2006 - Charles Haughey (80), Iers premier
- 2006 - Hiroyuki Iwaki (73), Japans dirigent en percussionist
- 2007 - Walid Eido (65), Libanees jurist en politicus
- 2008 - Tim Russert (58), Amerikaans journalist, publicist en advocaat
- 2012 - Anna Goorman-Dommerholt (109), oudste vrouw van Nederland
- 2012 - Herman van Run (93), Nederlands journalist en radiomaker
- 2013 - Rien Goené (83), Nederlands kunstenaar
- 2013 - Sam Most (82), Amerikaans fluitist, tenorsaxofonist en klarinettist
- 2014 - Gyula Grosics (88), Hongaars voetbaldoelman
- 2015 - Darius Dhlomo (83), Zuid-Afrikaans voetballer, bokser, muzikant en gemeenteraadslid
- 2015 - Heinz Hermann Polzer (Drs. P) (95), Zwitsers (Nederlandstalig) tekstdichter, schrijver, cabaretier, letterkundige, componist, pianist en zanger
- 2015 - Leon Wecke (83), Nederlands polemoloog
- 2017 - Patricia Mountbatten (93), lid Britse adel
- 2017 - Ootje Oxenaar (87), Nederlands graficus
- 2017 - Anita Pallenberg (73), Italiaans-Amerikaans model, actrice en modeontwerpster
- 2017 - Dolf Toussaint (92), Nederlands fotograaf
- 2018 - Myrtle Allen (94), Iers chef-kok, hotelier, schrijfster
- 2018 - D.J. Fontana (87), Amerikaans muzikant
- 2019 - Edith González (54), Mexicaans actrice
- 2019 - Rosario Parmegiani (82), Italiaans waterpolospeler
- 2020 - Flip G. Droste (91), Nederlands schrijver en publicist
- 2020 - Sarah Hegazi (30), Egyptisch lesbisch activiste
- 2020 - Jean Raspail (94), Frans schrijver
- 2020 - Tineke Verburg (64), Nederlands omroepster en televisiepresentatrice
- 2021 - Ned Beatty (83), Amerikaans acteur
- 2021 - Raul de Souza (86), Braziliaans jazztrombonist en orkestleider
- 2022 - Franklin Anangonó (47), Ecuadoraans voetballer
- 2022 - Henri Garcin (94), Nederlands-Belgisch-Frans acteur
- 2022 - Hans Heybroek (95), Nederlands botanicus
- 2022 - Derk van der Horst (83), Nederlands historicus
- 2022 - Dick Westendorp (82), Nederlands bestuurder
- 2023 - Cormac McCarthy (89), Amerikaans schrijver
- 2024 - Gert van den Berg (88), Nederlands politicus
- 2024 - Benji Gregory (46), Amerikaans acteur
- 2025 - Louis Moholo (85), Zuid-Afrikaans jazzdrummer
- 2025 - Parnia Abbasi (23), Iraans  dichter

## Viering/herdenking
- Rooms-Katholieke kalender:

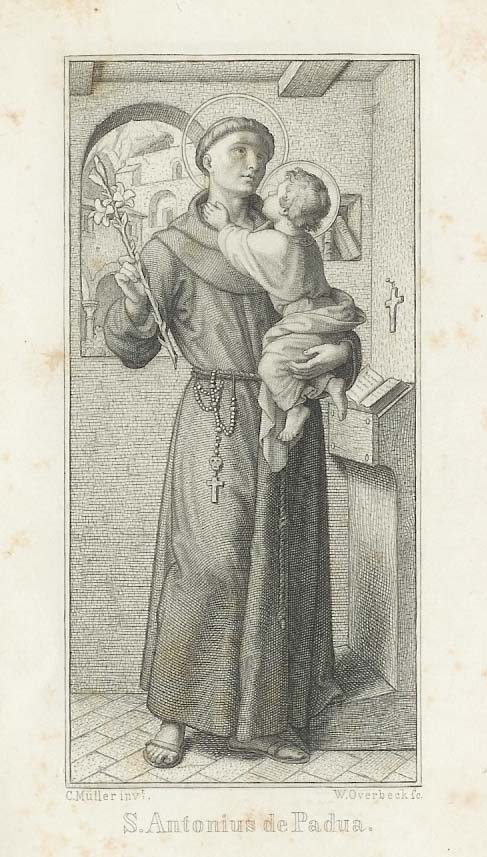
Heilige Antonius van Padua

  - Heilige Antonius van Padua, patroon van de brood- en pottenbakkers († 1231) - Gedachtenis
  - Zalige Gerardus van Clairvaux († 1138)

## Weerextremen

### Nederland
| | Officiële records | Officiële records | Officiële records |      | Landelijke records | Landelijke records | Landelijke records |
| Gebeurtenis | Jaar              | Extreem           | Locatie           | Jaar | Extreem            | Locatie            |                    |
| --- | ----------------- | ----------------- | ----------------- | ---- | ------------------ | ------------------ | ------------------ |
| Laagste etmaalgemiddelde temperatuur (°C) | 1939              | 9,0               | De Bilt           |      | 1916               | 8,0                | Eelde              |
| Hoogste etmaalgemiddelde temperatuur (°C) | 2006              | 24,1              | De Bilt           |      | 2006               | 25,6               | Maastricht         |
| Laagste minimumtemperatuur (°C) | 1939              | 3,0               | De Bilt           |      | 2009               | 0,9                | Twenthe            |
| Hoogste minimumtemperatuur (°C) | 1948              | 16,0              | De Bilt           |      | 2023               | 18,3               | Vlissingen         |
| Laagste maximumtemperatuur (°C) | 1916              | 12,8              | De Bilt           |      | 1916               | 10,7               | Maastricht         |
| Hoogste maximumtemperatuur (°C) | 1964, 2006        | 31,5              | De Bilt           |      | 1964               | 34,0               | Volkel             |
| Hoogste uurgemiddelde windsnelheid (m/s) | 1916              | 11,3              | De Bilt           |      | 1919               | 21,6               | Vlissingen         |
| Hoogste windstoot (m/s) | 1955              | 18,0              | De Bilt           |      | 1991               | 23,1               | Schiphol           |
| Langste zonneschijnduur (uur) | 1957, 1959        | 15,6              | De Bilt           |      | 1948               | 15,7               | Eelde              |
| Langste neerslagduur (uur) | 1940              | 18,8              | De Bilt           |      | 1940               | 18,8               | De Bilt            |
| Hoogste etmaalsom van de neerslag (mm) | 1953              | 46,7              | De Bilt           |      | 1953               | 46,7               | De Bilt            |
| Laagste etmaalgemiddelde relatieve vochtigheid (%) | 2023              | 39                | De Bilt           |      | 2023               | 35                 | Gilze-Rijen        |
| Laagste uurwaarde luchtdruk op zeeniveau (hPa) | 1916              | 994,3             | De Bilt           |      | 1916               | 991,8              | De Kooy            |
| Hoogste uurwaarde luchtdruk op zeeniveau (hPa) | 1957, 1959        | 1036,0            | De Bilt           |      | 1957               | 1037,4             | Leeuwarden         |
| Officiële records worden altijd gemeten op het KNMI-weerstation in De Bilt. Landelijke records kunnen worden gemeten op elk officieel KNMI-weerstation in Nederland. |                   |                   |                   |      |                    |                    |                    |

Uitzonderlijke gebeurtenissen
- 1964 - Eerste officiële tropische dag van het jaar (maximumtemperatuur ≥ 30 °C in De Bilt)
- 1977 - Eerste en enige officiële tropische dag van het jaar (maximumtemperatuur ≥ 30 °C in De Bilt)
- 2023 - Officieel hoogste uurgemiddelde windsnelheid in m/s van juni dit jaar gemeten in De Bilt: 8,0
- 2023 - Officieel hoogste windstoot in m/s van juni dit jaar gemeten in De Bilt: 13,0. Samen met 11, 19 en 20 juni
- 2023 - Officieel langste zonneschijnduur in uren van het jaar gemeten in De Bilt: 15,3 (voorlopig). Samen met 10, 11, 14, 16 en 25 juni
- 2023 - Officieel langste zonneschijnduur in uren van juni dit jaar gemeten in De Bilt: 15,3. Samen met 10, 11, 14, 16 en 25 juni
- 2023 - Landelijk laagste etmaalgemiddelde relatieve vochtigheid in % van het jaar gemeten in Gilze-Rijen: 35 (voorlopig)
- 2023 - Landelijk laagste etmaalgemiddelde relatieve vochtigheid in % van juni dit jaar gemeten in Gilze-Rijen: 35

### België
Dagrecords
- 1916 - Laagste etmaalgemiddelde temperatuur 9,5 °C
- 2006 - Hoogste etmaalgemiddelde temperatuur 24,5 °C
- 1895 - Laagste minimumtemperatuur 4,2 °C
- 2006 - Hoogste maximumtemperatuur 31,3 °C
- 1963 - Hoogste etmaalsom van de neerslag 35,3 mm

Uitzonderlijke gebeurtenissen
- 1958 - Net geen vorst in Stavelot. Het temperatuurminimum bedraagt 0,0 °C.
- 1963 - 83 mm neerslag in Zoutleeuw.
- 2006 - Een felle onweersbui boven Rumes en Doornik zorgt voor veel neerslag en voor schade door hagelstenen met een diameter tot 5 cm. Boven Oudenaarde passeren twee onweerszones die 43 mm neerslag produceren waarvan minstens 30 mm binnen een uur. Ook hier wordt zware hagel bij waargenomen.

<< · 1 · 2 · 3 · 4 · 5 · 6 · 7 · 8 · 9 · 10 · 11 · 12 · 13 · 14 · 15 · 16 · 17 · 18 · 19 · 20 · 21 · 22 · 23 · 24 · 25 · 26 · 27 · 28 · 29 · 30 · >>